# 1995年バクー地下鉄火災
1995年バクー地下鉄火災（1995ねんバクーちかてつかさい、アゼルバイジャン語: 1995-ci il Bakı metrosu yanğını）とは1995年10月28日にアゼルバイジャンの首都・バクーで運行されている地下鉄のウルドゥズ駅 - ナリマン・ナリマノフ駅間で発生した火災である。公式発表によると、乗客286人（うち子供28人）と救助隊員3人の計289人が死亡し、270人が負傷した。火災は電気故障により発生したとされたが、意図的な破壊行為の可能性も排除されなかった。
列車から避難して生存した人々が少なからずいたが、この火災は現在も死者数が世界最多のラピッド・トランジットでの惨事である 。軍人のチンギス・ババーエフが乗客の命を助けたとして死後にアゼルバイジャン国民英雄の称号を授与された。

## 背景
ウルドゥズ駅、ナリマン・ナリマノフ駅の両地下鉄駅はアゼルバイジャンの首都・バクー北部にある。両駅の間にあるトンネルは制御可能な換気システムを備えていたが、比較的狭い断面であった（高さ5.6メートル (18 ft)、幅5メートル (16 ft)）。
1995年以前ではニューヨーク市で発生した1918年にマルボーン・ストリート鉄道事故が死者数が最多の地下鉄事故（死者93人）であった。また1995年以前の死者数が最多の地下鉄火災は1903年のパリメトロ火災（死者84人）であった。

## 事故の経過
午後6時頃、電気故障による火災が土曜日の夕ラッシュ時に発生した。ちょうどその頃、該当列車（5両編成、ほぼ満員）はナリマン・ナリマノフ駅に向けてウルドゥズ駅を発車したところであった。5号車にいた乗客が煙のにおいに気付き、その後4号車の乗客が白煙を目撃したが、すぐに黒煙に変わり刺激性物質が発生した。推定上の電気故障（4号車後部の電気機器での火花短絡かアーク放電）によりウルドゥズ駅から約200mの位置で列車が停止した。列車が停止した際、トンネルには煙が充満していた。運転士は事故を報告し送電停止を要請した。しかし、車両で燃焼する合成材料からの致死量の一酸化炭素がすぐに乗客に影響を及ぼした。被害車両のうちの1つのドアが開きにくく、乗客は別の車両から避難せざるを得なかった。火災発生から約15分後、換気システムが排気モードに切り替わり、煙の大半が乗客らが逃げようとした進行方向に流れ始めた。何人かは燃える列車から脱出するためにケーブルをつかもうとするうちに感電死した。
犠牲者の大多数（28人の子供を含む）は列車内で発見され、その大半は押しつぶされたり踏みつけたりされて死亡していた。40体の遺体はトンネル内で発見された。生存者はウルドゥズ駅を出発直後に高圧ケーブルから火花が飛ぶのを覚えていた。乗客の1人のタビル・フセイノフ (45) は次のように状況を説明した。「トンネルに入った直後、私は閃光を見た。そして炎が車両を飲み込み、ガラスが割れる音がし明かりが消えた。人々は脱出しようと窓を壊し始めた。私たちは窒息し始めた。」
推定犠牲者数は火災後に変動した。遺体安置所の職員の報告によると最低でも遺体は303体であったが、アゼルバイジャンの独立報道機関であるトゥラン通信社 (en) は医療当局者の死者数は337人であったという発言を引用した。2日間の喪が宣言された。ルクオイルは資金援助として$9,000を遺族に与えた。

## 調査
政府調査委員会は、火災は電気故障により発生したという結論を出した。出火場所はいずれかの客車の主電動機とされる。爆発物は発見されなかった。委員会の会長、アバス・アバソフ (az) 副首相は「時代遅れのソビエトの」装置に言及した。しかし伝えられるところによれば、大破した車両のうちの1両の側面に2つの不可思議な大きな穴が発見された。また、アゼルバイジャンの国営テレビはその穴は爆発装置の使用を示したという専門家の言葉を引用した。ヘイダル・アリエフ大統領はあるアメリカ合衆国の職員に、予備情報は技術的故障を示したが、火災は「組織的な破壊行為の可能性がある」と伝えた。
アゼルバイジャン最高裁判所は刑事上の過失で2人を有罪とした。地下鉄の運転士には懲役15年が宣告され、駅の交通管制官には10年が宣告された。

## 関連資料
- Wahlstrom, B. The Baku underground railway/metro fire. Proceedings of the 1st International Conference on Tunnel Incident Management, Korsor, Denmark, 13–15 May 1996